# The Breakfast Club
The Breakfast Club er en amerikansk ungdomsfilm fra 1985 instrueret, produceret og skrevet af John Hughes. Filmen har Emilio Estevez, Anthony Michael Hall, Judd Nelson, Molly Ringwald og Ally Sheedy i hovedrollen som de fem teenagere, der alle har fået eftersidninger. The Breakfast Club har sidenhen opnået kultstatus og har haft stor indflydelse på senere ungdomsfilm. Ved filmens udgivelse i februar 1985 kom The Breakfast Club på en 3.plads ved Box Office.

## Medvirkende
- Emilio Estevez
- Anthony Michael Hall
- Judd Nelson
- Molly Ringwald
- Ally Sheedy
- Paul Gleason
- John Kapelos

## Ekstern henvisning
- The Breakfast Club på Internet Movie Database (engelsk)
- The Breakfast Club på Filmdatabasen
- The Breakfast Club på Scope
- The Breakfast Club i Svensk Filmdatabas (svensk)
- The Breakfast Club på AlloCiné (fransk)
- The Breakfast Club på MovieMeter (nederlandsk)
- The Breakfast Club på AllMovie (engelsk)
- The Breakfast Club hos American Film Institute (engelsk)
- The Breakfast Clubs profil hos Encyclopædia Britannica Online (engelsk)
- The Breakfast Club på Turner Classic Movies (engelsk)

1. ↑  Navnet er anført på bokmål og stammer fra Wikidata hvor navnet endnu ikke findes på dansk.